# Heinz Wittmann (Fußballspieler)
Heinz Wittmann (* 12. September 1943 in Zwiesel) ist ein ehemaliger deutscher Fußballspieler, der im Jahre 1971 mit Borussia Mönchengladbach in der Fußball-Bundesliga die deutsche Fußballmeisterschaft gewann.

## Laufbahn

### Amateur, bis 1965
Beim SC Zwiesel, im niederbayerischen Landkreis Regen, spielte Heinz Wittmann bis zur Saison 1964/65 in der Landesliga Fußball. Durch seine Spiele in der Bayerischen Verbandsauswahl, mit der er 1965 den Länderpokal der Amateure mit 3:2 Toren gegen Westfalen gewann, hatte er sich für die deutsche Fußballnationalmannschaft der Amateure empfohlen. Im Mai und Juni 1965 kam er in drei Länderspielen der DFB-Amateure zum Einsatz. Er bildete jeweils mit Erhard Ahmann in den Spielen gegen Italien (0:1), Thailand (4:2) und Holland (4:2) das Verteidigerpaar der von Spielführer Gerhard Neuser angeführten Mannschaft. Als er vom Bundesligaaufsteiger Borussia Mönchengladbach ein Vertragsangebot zur Runde 1965/66 bekam, wechselte er vom Bayerischen Wald an den Niederrhein.

### Borussia Mönchengladbach, 1965 bis 1972
Trainer Hennes Weisweiler hatte die Neuzugänge Gerhard Elfert (Arminia Hannover), Berti Vogts (VfR Büttgen) und Heinz Wittmann (SC Zwiesel) für das Premierenjahr in der Bundesliga nach Mönchengladbach geholt. Am Starttag der Runde 1965/66, Samstag, den 14. August 1965, absolvierte die Borussia das erste Bundesligaspiel im Saarland gegen Borussia Neunkirchen. Die drei Neulinge standen im Ellenfeld auf dem Platz, Vogts als linker Verteidiger, Wittmann als Mittelläufer und „Amigo“ Elfert auf dem linken Flügel. Vogts (34 Spiele) und Wittmann (31 Spiele) gehörten in der gesamten Runde der Stammbesetzung an. Der Aufsteiger belegte den 13. Platz. Der Mann aus Zwiesel legte in der zweiten Saison noch einen Spieltag dazu und die Mannschaft von Trainer Weisweiler schob sich in das Mittelfeld auf den achten Platz vor. Persönlich erfuhr Wittmann mit den Berufungen in die U23-Nationalmannschaft durch den DFB die Bestätigung seiner ausgezeichneten Arbeit in der Defensive der Gladbacher. Am 12. Oktober und 16. November 1966 verteidigte er gemeinsam mit seinem Vereinsmitspieler Berti Vogts in den Länderspielen beim 3:0-Sieg über die Auswahl der Türkei in Saarbrücken und beim 1:1-Unentschieden gegen die Auswahl Rumäniens in Bukarest. Seinen dritten Einsatz erfuhr er am 3. Mai 1967 in Mönchengladbach beim 3:1-Erfolg gegen die Auswahl der Tschechoslowakei. Im dritten Jahr in der Bundesliga trug der Verteidiger in der Saison 1967/68 durch 33 Einsätze dazu bei, dass Mönchengladbach auf dem dritten Platz einkam. Die bisherige positive Einbahnstraße des persönlichen und mannschaftlichen Erfolgsweges änderte sich für Heinz Wittmann krass am sechsten Spieltag der Saison 1968/69. Er erlitt am 14. September 1968 in der 26. Spielminute bei Hannover 96 einen Beinbruch und musste deshalb nach sechs Spieltagen die erste längere Pause seiner Karriere in Mönchengladbach erdulden. Spätestens im Frühjahr 1969 wollte er wieder in der Bundesliga um die Punkte kämpfen. Immer wieder erneut auftretende Komplikationen ließen dann überhaupt keinen Einsatz in der Runde 1968/69 mehr für Wittmann zu. Damit war aber noch nicht genug des Unheils für den ehrgeizigen Sportler gekommen: Das gesamte Spieljahr 1969/70 musste er auch noch verletzt ohne Spieleinsatz verstreichen lassen. Bei der ersten deutschen Meisterschaft im Jahr 1970 hatte Heinz Wittmann keine Minute in der Bundesliga für die Borussia auf dem Platz gestanden. Am 22. August 1970, es war der zweite Spieltage der Runde 1970/71, wechselte Hennes Weisweiler in der 69. Spielminute, nach fast zweijähriger Verletzungspause, den Verteidiger für Hartwig Bleidick beim Auswärtsspiel beim Hamburger SV
erstmals wieder in der Bundesliga ein. Bis zum 21. Spieltag kam Wittmann auf 20 Einsätze, dann traten erneute Nachwirkungen seines Beinbruches auf und die Runde war für ihn beendet. Mit seinen 20 Einsätzen gehörte er aber der Meistermannschaft des Jahres 1971 an und hatte auch im Europacup der Landesmeister die vier Spiele gegen EPA Larnax und den FC Everton für die „Fohlen“ vom Bökelberg bestritten.
In der Saison 1971/72 wechselte ihn Trainer Weisweiler zum Abschied beim 4:0-Auswärtssieg am 23. Juni 1972 bei Rot-Weiß Oberhausen in der 83. Spielminute ein. Mit diesem Kurzeinsatz war die Bundesligakarriere von Heinz Wittmann nach 123 Einsätzen beendet.